# Michael Schulte (Sänger)/Diskografie
Diese Diskografie ist eine Übersicht über die musikalischen Werke des deutschen Singer-Songwriters Michael Schulte. Den Schallplattenauszeichnungen zufolge hat er bisher mehr als 1,3 Millionen Tonträger verkauft. Seine erfolgreichste Veröffentlichung ist die Single Waterfall mit über 375.000 verkauften Einheiten.

## Alben

### Studioalben
| Jahr | Titel Musiklabel                      | Höchstplatzierung, Gesamtwochen, AuszeichnungChartplatzierungen (Jahr, Titel, Musiklabel, Platzierungen, Wochen, Auszeichnungen, Anmerkungen) | Höchstplatzierung, Gesamtwochen, AuszeichnungChartplatzierungen (Jahr, Titel, Musiklabel, Platzierungen, Wochen, Auszeichnungen, Anmerkungen) | Höchstplatzierung, Gesamtwochen, AuszeichnungChartplatzierungen (Jahr, Titel, Musiklabel, Platzierungen, Wochen, Auszeichnungen, Anmerkungen) | Anmerkungen                              |
| Jahr | Titel Musiklabel                      | DE | AT | CH | Anmerkungen                              |
| ---- | ------------------------------------- | --- | --- | --- | ---------------------------------------- |
| 2011 | All the Waves Weinstein Media         | — | — | — | Erstveröffentlichung: 10. März 2011      |
| 2011 | Berlin Sessions Weinstein Media       | — | — | — | Erstveröffentlichung: 1. Dezember 2011   |
| 2012 | Wide Awake Very Us Records (WVG)      | DE54 (1 Wo.)DE | — | — | Erstveröffentlichung: 28. September 2012 |
| 2014 | The Arising Very Us Records (WVG)     | DE81 (1 Wo.)DE | — | — | Erstveröffentlichung: 3. Oktober 2014    |
| 2017 | Hold the Rhythm Very Us Records (WVG) | — | — | — | Erstveröffentlichung: 28. April 2017     |
| 2019 | Highs & Lows Very Us Records (WVG)    | DE23 (2 Wo.)DE | — | — | Erstveröffentlichung: 25. Oktober 2019   |
| 2023 | Remember Me Polydor (UMG)             | DE9 (3 Wo.)DE | — | — | Erstveröffentlichung: 29. September 2023 |

### Livealben
| Jahr | Titel Musiklabel                       | Anmerkungen                         |
| ---- | -------------------------------------- | ----------------------------------- |
| 2011 | Acoustic Cover, Vol. 1 Weinstein Media | Erstveröffentlichung: 5. Mai 2011   |
| 2011 | Acoustic Cover, Vol. 2 Weinstein Media | Erstveröffentlichung: 7. Juli 2011  |
| 2012 | Acoustic Cover, Vol. 3 Weinstein Media | Erstveröffentlichung: 19. Juli 2012 |

### Kompilationen
| Jahr | Titel Musiklabel              | Höchstplatzierung, Gesamtwochen, AuszeichnungChartplatzierungen (Jahr, Titel, Musiklabel, Platzierungen, Wochen, Auszeichnungen, Anmerkungen) | Höchstplatzierung, Gesamtwochen, AuszeichnungChartplatzierungen (Jahr, Titel, Musiklabel, Platzierungen, Wochen, Auszeichnungen, Anmerkungen) | Höchstplatzierung, Gesamtwochen, AuszeichnungChartplatzierungen (Jahr, Titel, Musiklabel, Platzierungen, Wochen, Auszeichnungen, Anmerkungen) | Anmerkungen                       |
| Jahr | Titel Musiklabel              | DE | AT | CH | Anmerkungen                       |
| ---- | ----------------------------- | --- | --- | --- | --------------------------------- |
| 2018 | Dreamer Very Us Records (WVG) | DE29 (4 Wo.)DE | — | — | Erstveröffentlichung: 4. Mai 2018 |

### EPs
| Jahr | Titel Musiklabel                       | Anmerkungen                             |
| ---- | -------------------------------------- | --------------------------------------- |
| 2012 | Grow Old with Me Very Us Records (WVG) | Erstveröffentlichung: 21. Dezember 2012 |

### Weihnachtsalben
| Jahr | Titel Musiklabel                            | Anmerkungen                             |
| ---- | ------------------------------------------- | --------------------------------------- |
| 2013 | My Christmas Classics Very Us Records (WVG) | Erstveröffentlichung: 22. November 2013 |

## Singles

### Als Leadmusiker

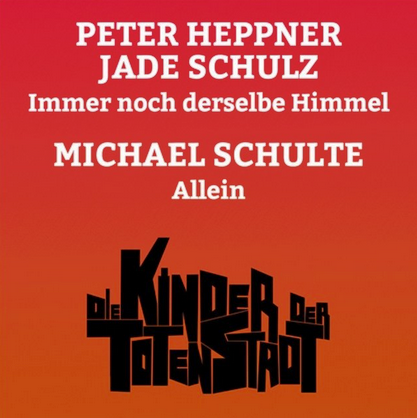
Frontcover zu Allein.

| Jahr | Titel Album                                                | Höchstplatzierung, Gesamtwochen, AuszeichnungChartplatzierungen (Jahr, Titel, Album, Platzierungen, Wochen, Auszeichnungen, Anmerkungen) | Höchstplatzierung, Gesamtwochen, AuszeichnungChartplatzierungen (Jahr, Titel, Album, Platzierungen, Wochen, Auszeichnungen, Anmerkungen) | Höchstplatzierung, Gesamtwochen, AuszeichnungChartplatzierungen (Jahr, Titel, Album, Platzierungen, Wochen, Auszeichnungen, Anmerkungen) | Anmerkungen                                                          |
| Jahr | Titel Album                                                | DE | AT | CH | Anmerkungen                                                          |
| ---- | ---------------------------------------------------------- | --- | --- | --- | -------------------------------------------------------------------- |
| 2010 | Soul Traveler All the Waves                                | — | — | — | Erstveröffentlichung: 21. Oktober 2010                               |
| 2011 | She All the Waves                                          | — | — | — | Erstveröffentlichung: 6. Januar 2011                                 |
| 2011 | Tears Berlin Sessions                                      | — | — | — | Erstveröffentlichung: 19. Mai 2011                                   |
| 2011 | Good Times Berlin Sessions                                 | — | — | — | Erstveröffentlichung: 21. Juli 2011                                  |
| 2011 | Last Christmas My Christmas Classics                       | — | — | — | Erstveröffentlichung: 21. Juli 2011 Original: Wham!                  |
| 2012 | Creep 06.01. – Alle Songs aus der Live Show #2 (Sampler)   | DE62 (1 Wo.)DE | — | — | Erstveröffentlichung: 7. Januar 2012 Original: Radiohead             |
| 2012 | Human 20.01. – Alle Songs aus der Live Show #4 (Sampler)   | — | — | — | Erstveröffentlichung: 21. Januar 2012 Original: The Killers          |
| 2012 | Video Games The Voice of Germany: Die Highlights (Sampler) | DE66 (1 Wo.)DE | — | — | Erstveröffentlichung: 28. Januar 2012 Original: Lana Del Rey         |
| 2012 | Carry Me Home –                                            | DE8 (4 Wo.)DE | AT30 (1 Wo.)AT | CH25 (2 Wo.)CH | Erstveröffentlichung: 3. Februar 2012                                |
| 2012 | Ohne Dich –                                                | — | — | — | Erstveröffentlichung: 7. Juni 2012                                   |
| 2012 | Jump Before We Fall Wide Awake                             | — | — | — | Erstveröffentlichung: 14. September 2012                             |
| 2014 | Light My Fire –                                            | — | — | — | Erstveröffentlichung: 13. Februar 2014                               |
| 2014 | Rock & Scissors The Arising                                | — | — | — | Erstveröffentlichung: 21. Februar 2014                               |
| 2014 | Thoughts The Arising                                       | — | — | — | Erstveröffentlichung: 16. Mai 2014                                   |
| 2017 | End of My Days Hold the Rhythm                             | — | — | — | Erstveröffentlichung: 24. Februar 2017                               |
| 2017 | Collide Hold the Rhythm                                    | — | — | — | Erstveröffentlichung: 31. März 2017                                  |
| 2017 | Sophie Hold the Rhythm                                     | — | — | — | Erstveröffentlichung: 21. April 2017                                 |
| 2017 | Falling Apart Hold the Rhythm                              | — | — | — | Erstveröffentlichung: 22. September 2017                             |
| 2018 | You Let Me Walk Alone Dreamer                              | DE3 Gold · (8 Wo.)DE | AT23 Gold · (2 Wo.)AT | CH27 (1 Wo.)CH | Erstveröffentlichung: 19. Februar 2018 Verkäufe: + 255.000           |
| 2018 | Never Let You Down Highs & Lows                            | — | — | — | Erstveröffentlichung: 28. September 2018                             |
| 2018 | Allein Die Kinder der toten Stadt                          | — | — | — | Erstveröffentlichung: 9. November 2018                               |
| 2018 | The Love You Left Behind Highs & Lows                      | — | — | — | Erstveröffentlichung: 14. Dezember 2018                              |
| 2019 | Back to the Start Highs & Lows                             | DE33 Gold · (19 Wo.)DE | AT— PlatinAT | — | Erstveröffentlichung: 25. Januar 2019 Verkäufe: + 230.000            |
| 2019 | All I Need Highs & Lows                                    | — | — | — | Erstveröffentlichung: 16. August 2019                                |
| 2020 | Der Tod wird niemals müde Die Kinder der toten Stadt       | — | — | — | Erstveröffentlichung: 24. Januar 2020                                |
| 2020 | Keep Me Up Highs & Lows (Special Edition)                  | — | AT— GoldAT | — | Erstveröffentlichung: 31. Januar 2020 Verkäufe: + 15.000             |
| 2020 | For a Second Highs & Lows (Special Edition)                | DE61 Gold · (15 Wo.)DE | AT— GoldAT | — | Erstveröffentlichung: 31. Juli 2020 Verkäufe: + 215.000              |
| 2021 | Stay Remember Me                                           | DE— aDE | — | — | Erstveröffentlichung: 12. März 2021                                  |
| 2021 | Here Goes Nothing Remember Me                              | — | — | — | Erstveröffentlichung: 24. September 2021                             |
| 2022 | Remember Me                                                | — | — | — | Erstveröffentlichung: 7. Januar 2022                                 |
| 2022 | With You Remember Me                                       | — | — | — | Erstveröffentlichung: 13. Mai 2022                                   |
| 2022 | More to This Life Remember Me                              | — | — | — | Erstveröffentlichung: 28. Oktober 2022 feat. Max Giesinger           |
| 2023 | Waterfall Remember Me                                      | DE42 Gold · (23 Wo.)DE | AT68 Gold · (4 Wo.)AT | CH95 Gold · (2 Wo.)CH | Erstveröffentlichung: 24. März 2023 Verkäufe: + 375.000; feat. R3hab |
| 2023 | Better Me Remember Me                                      | — | — | — | Erstveröffentlichung: 15. September 2023 feat. R3hab                 |
| 2024 | If You Love Me –                                           | — | — | — | Erstveröffentlichung: 12. Januar 2024 mit Norma Jean Martine         |
| 2024 | Beautiful Reason –                                         | DE— bDE | — | — | Erstveröffentlichung: 7. Juni 2024                                   |
| 2024 | Broken Sunshine –                                          | — | — | — | Erstveröffentlichung: 1. November 2024                               |
| 2025 | Afterlife –                                                | — | — | — | Erstveröffentlichung: 4. April 2025                                  |

### Als Gastmusiker

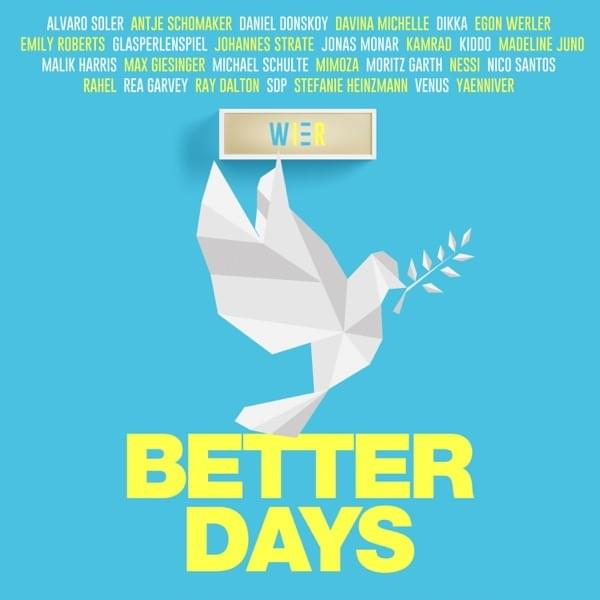
Frontcover zu Better Days.

| Jahr | Titel Album                                | Höchstplatzierung, Gesamtwochen, AuszeichnungChartplatzierungen (Jahr, Titel, Album, Platzierungen, Wochen, Auszeichnungen, Anmerkungen) | Höchstplatzierung, Gesamtwochen, AuszeichnungChartplatzierungen (Jahr, Titel, Album, Platzierungen, Wochen, Auszeichnungen, Anmerkungen) | Höchstplatzierung, Gesamtwochen, AuszeichnungChartplatzierungen (Jahr, Titel, Album, Platzierungen, Wochen, Auszeichnungen, Anmerkungen) | Anmerkungen |
| Jahr | Titel Album                                | DE | AT | CH | Anmerkungen |
| ---- | ------------------------------------------ | --- | --- | --- | --- |
| 2016 | Remember Yesterday Music Is My Best Friend | — | — | — | Erstveröffentlichung: 23. März 2016 Alle Farben feat. Perrtu & Michael Schulte                                        |
| 2016 | Money on Me –                              | — | — | — | Erstveröffentlichung: 18. November 2016 Møtions feat. Michael Schulte                                                 |
| 2017 | Two Princes –                              | DE44 Gold · (14 Wo.)DE | AT47 (11 Wo.)AT | — | Erstveröffentlichung: 13. Januar 2017 Verkäufe: + 200.000; Original: Spin Doctors Fake Pictures feat. Michael Schulte |
| 2020 | Wrong Direction Changes                    | — | — | — | Erstveröffentlichung: 8. Mai 2020 Ilse DeLange feat. Michael Schulte                                                  |
| 2020 | Don’t You Worry –                          | — | — | — | Erstveröffentlichung: 18. Dezember 2020 Alessandro Pola feat. Michael Schulte                                         |
| 2021 | Bye Bye Bye –                              | DE— cDE | — | — | Erstveröffentlichung: 11. Juni 2021 Verkäufe: + 25.000; Younotus feat. Michael Schulte                                |
| 2022 | Better Days –                              | — | — | — | Erstveröffentlichung: 22. April 2022 als Teil von Wier                                                                |
| 2024 | Troublemaker –                             | — | — | — | Erstveröffentlichung: 12. April 2024 Lumix feat. Paradigm & Michael Schulte                                           |

## Musikvideos
| Jahr | Titel                 | Regie                                                 |
| ---- | --------------------- | ----------------------------------------------------- |
| 2011 | Tears                 |                                                       |
| 2012 | Carry Me Home         |                                                       |
| 2012 | Jump Before We Fall   | Mark Caliman                                          |
| 2014 | Rock & Scissors       | Sebastian Peters                                      |
| 2014 | Thoughts              | Klaus Sahm                                            |
| 2014 | The Maze              |                                                       |
| 2016 | Money on Me           |                                                       |
| 2017 | End of My Days        | Jan Malvin Brinkmann                                  |
| 2017 | Falling Apart         | Peter Wilhelm                                         |
| 2018 | You Let Me Walk Alone |                                                       |
| 2018 | Never Let You Down    | Marvin Ströter                                        |
| 2019 | Back to the Start     |                                                       |
| 2019 | All I Need            | Max Nadolny, Jonas Stärk                              |
| 2019 | Let It Go             | Jannik Weinholtz                                      |
| 2020 | Wrong Direction       | Jannik Weinholtz                                      |
| 2020 | For a Second          | Jannik Weinholtz                                      |
| 2020 | Waking Up Without You | Jonas Nellissen                                       |
| 2021 | Stay                  | Jannik Weinholtz                                      |
| 2021 | Bye Bye Bye           | Marvin Ströter                                        |
| 2021 | Here Goes Nothing     | Jannik Weinholtz                                      |
| 2022 | Remember Me           | Jonas Stärk                                           |
| 2022 | With You              | Mightkillya                                           |
| 2022 | More to This Life     |                                                       |
| 2023 | Waterfall             | Mightkillya                                           |
| 2023 | Better Me             | Mightkillya                                           |
| 2024 | If You Love Me        | Mightkillya                                           |
| 2024 | Troublemaker          | Vivien Bauernschmidt                                  |
| 2024 | Beautiful Reason      |                                                       |
| 2024 | Broken Sunshine       | Timm Kleinert, Leonard Müller-Klönne, Fabian Süggeler |
| 2025 | Afterlife             | Timm Kleinert, Leonard Müller-Klönne, Fabian Süggeler |

## Hörspiele
| Jahr | Titel Musiklabel                            | Anmerkungen                         |
| ---- | ------------------------------------------- | ----------------------------------- |
| 2018 | Die Kinder der toten Stadt recordJet (Edel) | Erstveröffentlichung: 23. Juni 2018 |

## Promoveröffentlichungen
| Jahr | Titel Album                                | Anmerkungen                                                                       |
| ---- | ------------------------------------------ | --------------------------------------------------------------------------------- |
| 2012 | You Said You’d Grow Old with Me Wide Awake | Erstveröffentlichung: 2012                                                        |
| 2023 | Dir gehört mein Herz Giraffenaffen 8       | Erstveröffentlichung: 26. Mai 2023 Original: Phil Collins – You’ll Be in My Heart |
| 2023 | Hey Remember Me                            | Erstveröffentlichung: 28. September 2023                                          |

## Sonderveröffentlichungen
| Jahr | Titel Album                                                                           | Anmerkungen |
| ---- | ------------------------------------------------------------------------------------- | --- |
| 2015 | Placebos JOY                                                                          | Erstveröffentlichung: 8. April 2015 Paper Aeroplanes feat. Michael Schulte                                                                                                 |
| 2015 | Carmine Indigo                                                                        | Erstveröffentlichung: 6. Juli 2015 Fewjar feat. Michael Schulte |
| 2015 | Indigo                                                                                | Erstveröffentlichung: 6. Juli 2015 Fewjar feat. Michael Schulte |
| 2016 | Remember Yesterday Music Is My Best Friend                                            | Erstveröffentlichung: 3. Juni 2016 Alle Farben feat. Perrtu & Michael Schulte                                                                                              |
| 2016 | Summer Storm Music Is My Best Friend                                                  | Erstveröffentlichung: 3. Juni 2016 Alle Farben feat. Michael Schulte |
| 2019 | It’s Beginning to Look a Lot Like Christmas Ein Wintermärchen 2 – Weihnachtsklassiker | Erstveröffentlichung: 8. November 2019 Christoph Israel & Swonderful Orchestra feat. Michael Schulte & Catherine Larsen-Maguire Original: Perry Como & The Fontane Sisters |
| 2020 | Wrong Direction Changes                                                               | Erstveröffentlichung: 15. Mai 2020 Ilse DeLange feat. Michael Schulte |

| Jahr | Titel Album                                      | Anmerkungen                                                                             |
| ---- | ------------------------------------------------ | --------------------------------------------------------------------------------------- |
| 2012 | Creep 06.01. – Alle Songs aus der Live Show #2   | Erstveröffentlichung: 7. Januar 2012 Original: Radiohead                                |
| 2012 | Human 20.01. – Alle Songs aus der Live Show #4   | Erstveröffentlichung: 21. Januar 2012 Original: The Killers                             |
| 2012 | Video Games The Voice of Germany: Die Highlights | Erstveröffentlichung: 28. Januar 2012 Original: Lana Del Rey                            |
| 2019 | Enchanted Dein Song 2019                         | Erstveröffentlichung: 22. März 2019 mit Hannah Stanesby                                 |
| 2023 | Dir gehört mein Herz Giraffenaffen 8             | Erstveröffentlichung: 15. September 2023 Original: Phil Collins – You’ll Be in My Heart |

## Statistik

### Chartauswertung
|                     | DE    | AT    | CH    |
| ------------------- | ----- | ----- | ----- |
| Nummer-eins-Alben   | DE—DE | AT—AT | CH—CH |
| Top-10-Alben        | DE1DE | AT—AT | CH—CH |
| Alben in den Charts | DE5DE | AT—AT | CH—CH |

|                       | DE    | AT    | CH    |
| --------------------- | ----- | ----- | ----- |
| Nummer-eins-Singles   | DE—DE | AT—AT | CH—CH |
| Top-10-Singles        | DE2DE | AT—AT | CH—CH |
| Singles in den Charts | DE8DE | AT4AT | CH3CH |

### Auszeichnungen für Musikverkäufe
| Goldene Schallplatte - Niederlande - 2019: für die Single You Let Me Walk Alone - Polen - 2023: für die Single Bye Bye Bye | Platin-Schallplatte - Polen - 2024: für die Single Waterfall |

Anmerkung: Auszeichnungen in Ländern aus den Charttabellen bzw. Chartboxen sind in ebendiesen zu finden.
| Land/RegionAuszeichnungen für Musikverkäufe (Land/Region, Auszeichnungen, Verkäufe, Quellen) | Gold       | Platin     | Verkäufe  | Quellen           |
| -------------------------------------------------------------------------------------------- | ---------- | ---------- | --------- | ----------------- |
| Deutschland (BVMI)                                                                           | 5× Gold5   | —          | 1.100.000 | musikindustrie.de |
| Niederlande (NVPI)                                                                           | Gold1      | —          | 40.000    | nvpi.nl           |
| Österreich (IFPI)                                                                            | 4× Gold4   | Platin1    | 90.000    | ifpi.at           |
| Polen (ZPAV)                                                                                 | Gold1      | Platin1    | 75.000    | olis.pl           |
| Schweiz (IFPI)                                                                               | Gold1      | —          | 10.000    | hitparade.ch      |
| Insgesamt                                                                                    | 12× Gold12 | 2× Platin2 |           |                   |